# Казанская церковь (Кузьма-Демьян)
Казанская церковь в с. Кузьма-Демьян — православный храм в селе Кузьма-Демьян Некоузского района Ярославской области. Построен в 1801 году «тщанием прихожан» и с помощью владельца села, Бориса Петровича Островского (1745- не позднее 1810-х гг.), бывшего костромского губернатора.

## Строительство церкви
Храмозданная грамота 1790 года отмечает самую раннюю из возможных отправных точек строительства церкви, а надпись, сделанная под хорами, свидетельствовала, что 29 июня 1801 г. возведение храма было полностью окончено, включая его внутреннее убранство. В конце 1820-х годов, благодаря замужеству внучки Б. П. Осторовского (сам он был женат на княжне М. С. Долгоруковой), часть имения Островских перешла к Соковниным, в том числе и церковь в с. Космодамианском. Это может оказаться важным с точки зрения перестроек церкви: есть вероятность, что трапезная могла быть построена позже ротонды и, вероятно, одновременно с ней могла быть перестроена апсида — возможно, это как раз связано со сменой владельца имения.
Колокольня церкви была полностью построена заново: епископ Ярославский и Ростовский Ионафан, публикуя на протяжении 1881 года «Обозрение епархии Преосвященнейшим Ионафаном, епископом Ярославским и Ростовским» в «Ярославских епархиальных ведомостях» того же года, называет колокольню церкви вновь пристроенной, следовательно, terminus ante quem второй колокольни — 1881 г.

## Особенности архитектуры
В основе объемно-пространственной композиции лежит трехсветная ротонда, завершенная куполом с главкой и украшенная высокими, узкими боковыми портиками со сдвоенными колоннами. С востока к основному объёму примыкает небольшой прямоугольный алтарь, прорезанный тремя окнами, с запада — трапезная с теплыми Борисоглебским и Космодамианским приделами, над которыми раньше тоже помещались главки. За трапезной расположена невысокая двухъярусная колокольня, увенчанная крупными килевидными закомарами, между которыми почти спрятана небольшая главка. 

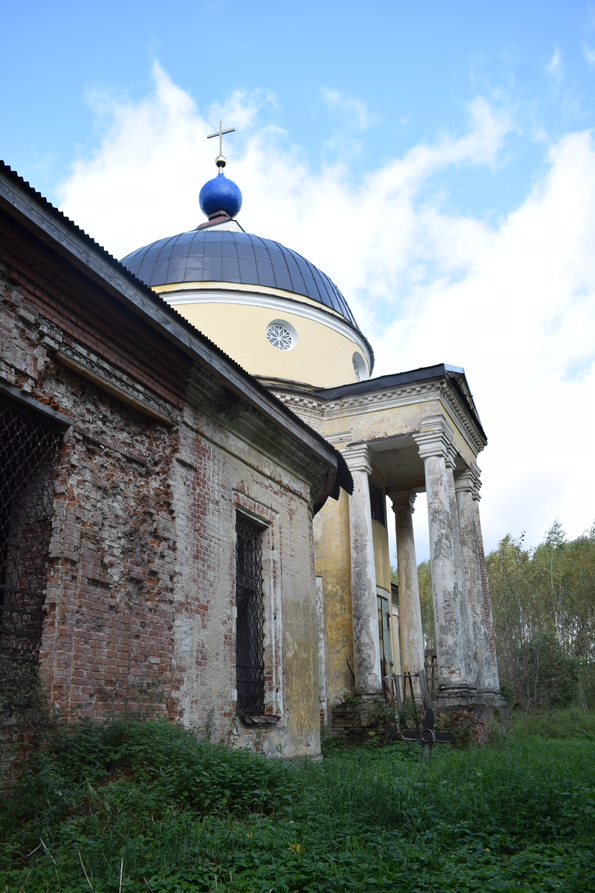
Казанская церковь в с. Кузьма-Демьян, 1801 г., вид на основной объем
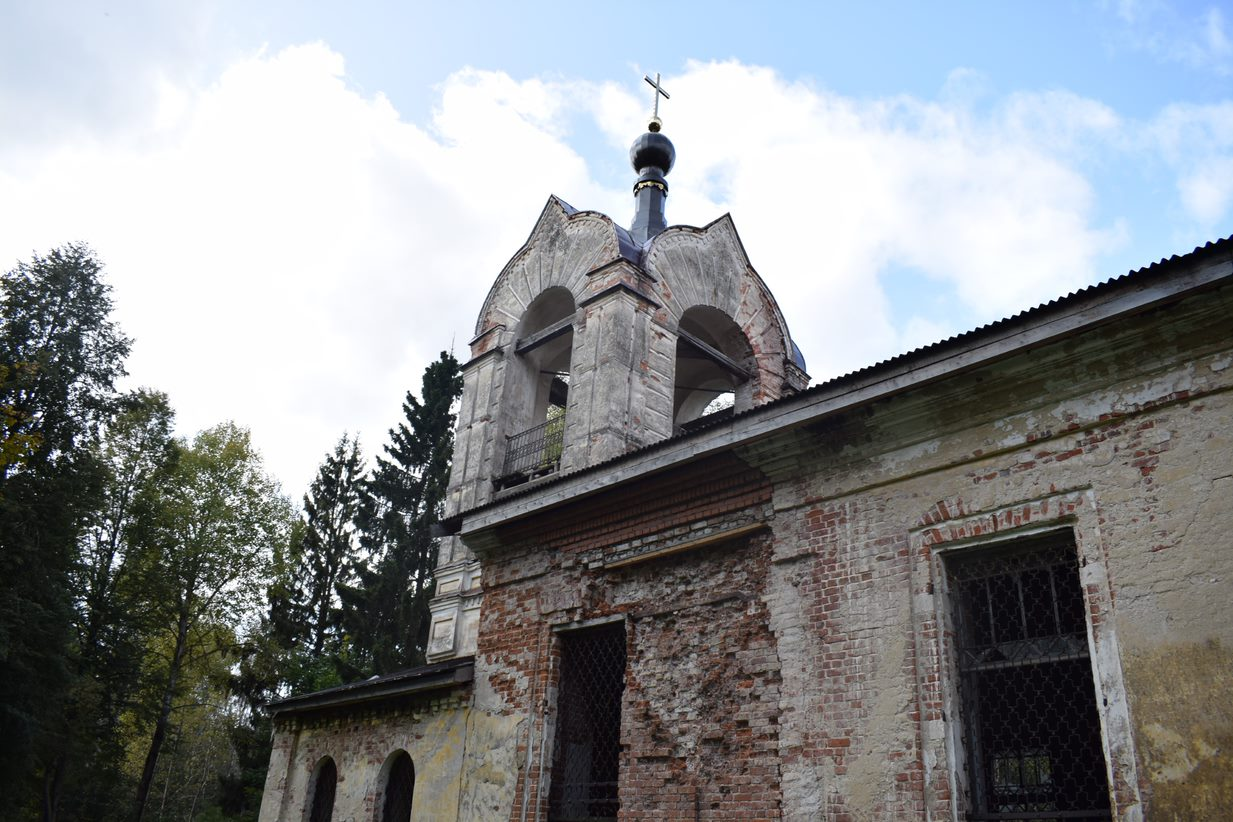
Казанская церковь в с. Кузьма-Демьян, 1801 г., вид на колокольню со стороны основного объема
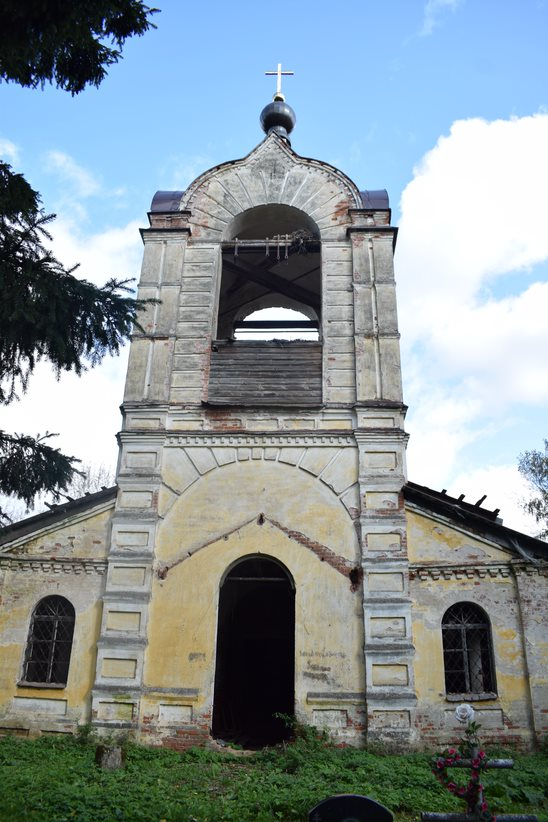
Казанская церковь в с. Кузьма-Демьян, 1801 г., вид на колокольню со стороны ворот

## Атрибуция памятника

#### Основной объём

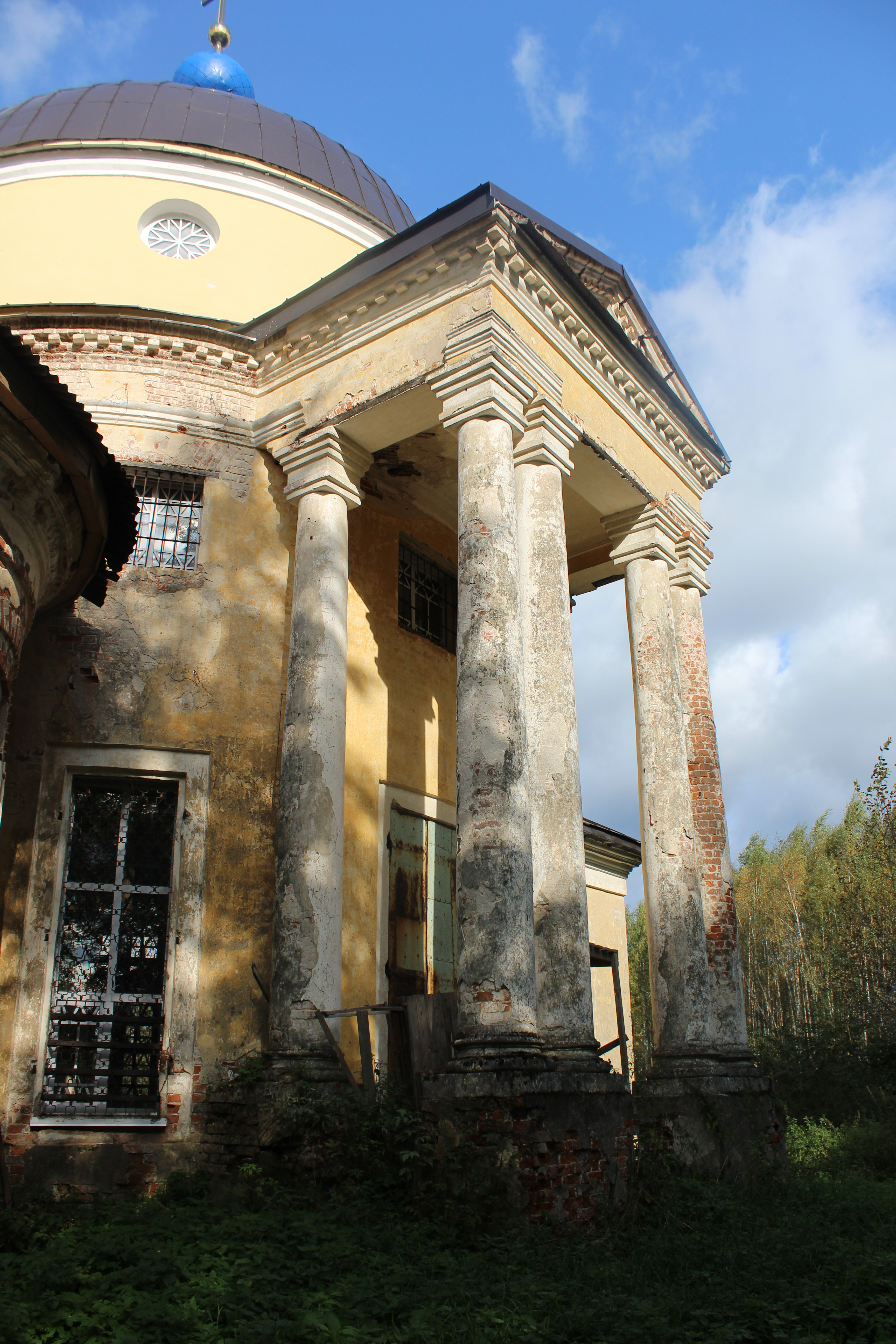
Казанская церковь в с. Кузьма-Демьян, 1801 г.

Ротонда основного объёма по первому визуальному впечатлению напоминает излюбленные решения русских архитекторов-палладианцев. В трактате Палладио, одном из наиболее влиятельных в то время в России архитектурных изданий, содержится известное символическое объяснение ротонды как образа вечности. Там прямо указано на наибольшую предпочтительность круглой формы для церковных зданий. Как пишет И. Е. Путятин, идея ротонды получила широкое распространение в России с середины 1770-х гг., то есть после победы в первой турецкой войне.
Самая очевидная параллель к Казанской церкви — ротонды Н. А. Львова. Николай Александрович Львов — русский архитектор-самоучка, который занимался также археологией, химией, геологией, механикой, собирал народные песни, переводил с древнегреческого, был талантливым гравером и рисовальщиком. Все науки и искусства он изучал самостоятельно, по книгам. По его проектам были построены такие ротонды, как ц. Екатерины Великомученицы в городе Валдай в Новгородской области (1786—1794), часовня Даниила Столпника близ усадьбы Знаменское-Раёк у деревни Васильева Гора (1794—1795) и Воскресенская ц. в Никольском-Черенчицах в Тверской области (1794—1804), Ильинская ц. и ц. Святой Троицы Живоначальной (т. н. «Кулич и Пасха») в Санкт-Петербурге (1785—1790). Для Львова прототипами ротонд служили Темпьетто Браманте (ок. 1502), храм Весты в Риме, храм Сивиллы в Тиволи (нач. I в. до н. э.), Латеранский баптистерий (ок. 440) и церковь Санта Констанца (IV в.). Часто в своих ротондах Львов использует характерные круглые окна — такие же круглые окна прорезают барабан нашей Казанской церкви.
Однако ротонды Львова всегда сложно устроены с точки зрения объемно-пространственной композиции и часто окружены колоннадой. Решение же нашей церкви достаточно простое. Поэтому логично предположить, что, если она имеет отношение ко Львову, то была построена не по его личному проекту, как пишет краевед К. К. Озеров, а по проекту одного из его последователей; то есть в качестве возможной атрибуции можно назвать круг Львова.
Самые близкие аналогии, которые удалось обнаружить, — это Сергиевская ц. в Татищевом погосте, селе Ярославской области (1802—1810, 1851) и почти идентичная ей ц. Корсунской Богоматери в селе Дегтево, тоже в Ярославской области (1802—1819).

#### Первая колокольня
Первоначальный вид колокольни, построенной в 1800 г., отличается от того, как она выглядит сейчас. Приведем цитату из описи церковно-ризничного имущества Казанской церкви: «Над церковью каменная колокольня, окрашенная одинаковой с церковью краской. Мерой в вышину 7 саженей 2 1\2 аршина [почти 17 метров], ширину 2 сажени 2 аршина, в один ярус [видимо, имеется в виду один ярус звона, колокольня никак не могла быть по высоте на одном уровне с трапезной], покрыта листовым, крашеным медянкою железом. На ней глава деревянная, опаянная английской жестью, а крест железный обит медными листами и вызолочен чрез огонь. В куполе колокольни четыре слуховых круглых окна с фронтонами, покрытыми тем же крашеным железом, и четыре окна на колокольне с восемью круглыми каменными, по две в каждом окне колоннами с решетками в окнах деревянными. На колокольне повешено семь колоколов».
По описанию колокольня напоминает образцы таких архитекторов классицизма, как Матвей Федорович Казаков и Родион Родионович Казаков. В ц. Вознесения Господня на Гороховом поле и ц. св. Космы и Дамиана на Маросейке (обе в Москве) купола основного объёма и колокольни прорезаны круглыми окнами под треугольными фронтонами. В ц. Вознесения оконные проемы обрамлены колоннами, как в описании нашей колокольни, а ц. Космы и Дамиана тоже включает в себя лишь 2 яруса. Кроме того, в обеих церквях основной объём представляет собой ротонду, поэтому в качестве ещё одной возможной атрибуции, помимо круга Львова, можно предложить последователя М. Ф. Казакова.

#### Вторая колокольня
Перестроенная колокольня представляет собой образец русского стиля. Проемы яруса звона завершаются закомарами. Такое решение мы наблюдаем в многочисленных колокольнях русского стиля, построенных в последней четверти 19 века. Примеры: домовая церковь Кирилла и Мефодия при Пошехонском Духовном училище в Пошехонье в Ярославской области или Успенская церковь села Рожново в Московской области. Однако в нашем случае главка очень невысокая и глубоко утоплена, почти спрятана за закомарами. Неслучайно в книге «Обозрение епископом Иоанофаном Ярославской епархии» — напомним, что архиепископ побывал в селе Кузьма-Демьян в 1881 г. — автор отмечает необычный внешний вид колокольни: «красивая колокольня имеет вид кладбищенской усыпальницы и своей своеобразностью резко бросается в глаза». Пропорциями верхний ярус колокольни действительно больше напоминает часовню. Более того, килевидные закомары с как бы врезанной стрелкой очень напоминают излюбленные кокошники в постройках К. А. Тона (напр., в Вознесенском соборе в Ельце или в соборе Боголюбова монастыря во Владимирской области).
Трехпролетные кирпичные ворота типичны для 1880-х гг., можно обнаружить много параллелей, помогающих нам примерно датировать и ворота, и колокольню, которые, по-видимо, построены единовременно: напр., Западные (Святые) ворота церковной ограды Рождественской церкви в Шаготи (Ярославская область) или ворота Знаменской церкви в Ломовке (Нижегородская область). В воротах Казанской церкви архитектор прибегает к ещё одному приему, популяризированному Тоном: это циркульная арка, вписанная в килевидный кокошник (как, например., в Крещенском соборе в Богоявленском монастыре в Угличе или в Екатерининском соборе в Пушкине Тона). Поэтому можно сказать, что в решении колокольни и ворот заметно влияние не только русского стиля, но и русско-византийского, единственным крупным представителем которого был Константин Тон.

## Интерьер
Внутреннее убранство храма не сохранилось. Согласно описи церковно-ризничного имущества 1858 года в храме росписей не было, стены были окрашены бело-голубой краской, в куполе — Святой Дух в образе голубя, в россыпи звезд (дырочки, которые можно видеть сейчас, остались от них). Над аркой с западной стороны были небольшие деревянные хоры.
Иконы в храме были живописной работы, часть из них — в серебряных окладах, декорированных жемчугом и камнями; киворий со Святым Духом (над престолом деревянная сень на четырёх колоннах, окрашенная белилами на масле с дорожками позолоченными с изображениями в оной ангельских ликов. В середине сени, на серебряном гасе, подвешен резной посеребряный в виде голубя Дух Святой, в золоченном сиянии).
По описи в церкви был классицистический деревянный иконостас, восьмиколонный, «на коих вазы и капители равно и прочие места украшены приличною резьбой, вызолоченной червонным золотом, а гладь покрыта под лак перловой краской», количество ярусов — неясно. Царские врата в нём были решетчатые, вызолоченные, с овальными финифтяными иконами и над царскими вратами «в резном золоченном сиянии в виде Голубя Святой Дух, вызолоченный же. Над ним Господь Саваоф в вызолоченном же сиянии, с двумя, на колоннах по сторонам оного, молящимися ангелами».